# 버즘나무방패벌레
버즘나무방패벌레(학명: Corythucha ciliata 코리투카 킬리아타[*])는 버즘나무 계열을 가해하는 방패벌레과의 해충이다. 원 서식지는 북미권이었으나 유럽과 동아시아로 유입되었다. 크기가 작고 흰 빛을 띠며 잎 뒷면에서 수액을 흡즙한다.
유럽에서는 버즘나무방패벌레가 사람에게 내려앉아 쏜다는 피해 보고가 있다.
이탈리아에서 보고되었으며, 프랑스와 루마니아에서도 일부 사람들에게서 피부병과 유사한 반응이 나타난다는 보고가 있다.

## 특징
성충은 우윳빛을 띠며 몸길이는 3.2~3.7이다. 목화방패벌레 및 플로리다참나무방패벌레와 닮았으나, 전자의 용골부(체벽의 능선부)에 갈색의 초승달 띠가 없고 후자의 것보다 크다. 각 시초의 융기부에는 작은 반점이 있으며, 갈색을 띤다. 약충은 타원형이며, 위아래로 납작하고, 검은빛이며 까끌까끌하다.버즘나무에서 발견된다는 점으로 다른 종들과 구분이 가능하다.

## 분포 및 기주
버즘나무방패벌레는 북아메리카가 원산이며 기주가 자라는 지역에서 발견된다. 주요 기주는 양버즘나무(Platanus occidentalis)이나 때로는 버즘나무속의 다른 종에서도 발견되며, 꾸지나무, 샤그바크 히커리, 진퍼리꽃나무, 물푸레나무류, 로렐참나무, 풍나무류 등에서도 발견 기록이 있다.
유럽에서는 1964년 이탈리아의 파도바에서 처음으로 발생했으며, 이후 남유럽과 중부유럽으로 퍼졌고 우즈베키스탄까지 번졌고, 단풍버즘나무(Platanus × hispanica)를 가해하고 있다. 스스로도 나무를 고사시킬 수 있으나, 종종 나무를 죽일 수 있는 식물병원성 곰팡이 두 종(단풍버즘나무 탄저병(Apiognomonia veneta), 케라토시스티스마름병(Ceratocystis fimbriata))도 함께 발견되고 있어, 병원성 진균의 매개충 역할을 할 수 있다는 설도 존재한다.

### 피해
버즘나무방패벌레가 잎에서 흡즙을 하게 되면, 잎맥 근처에 퇴록반점(엽록소 결핍으로 인한 밝은 색의 반점)이 나타나는데, 잎 전체로 퍼지면서 잎 색이 연해지거나 황백색을 띠게 되어 결국 조기에 낙엽이 될 수 있다. 이로 인한 영향은 한여름에 가장 두드러진다. 때문에 가로수인 버즘나무의 잎을 변색시켜 경관을 크게 해친다.

### 브리튼 제도 및 아일랜드
유럽본토에 광범위하게 퍼져 있으나 영국에서는 정착한 것으로 보지 않는다. 2006년에는 베드포드셔에 있는 버즘나무 임분 근처의 두 묘목장에서 식물 건강 및 종자 검사국(PHSI) 산하 직원이 발생 사실을 확인했다. . 버즘나무방패벌레는 프랑스 및 이탈리아산 단풍버즘나무 및 버즘나무 뿐만 아니라 그 지역의 성숙한 단풍버즘나무도 감염시킨 것으로 확인되었다. 이 종이 토착화된 것으로 보이나 2023년까지 더 이상 목격이 보고되지 않았다.

### 대한민국
대한민국에서는 1995년 8월에 충북 청주시에서 최초로 발생했으며, 전국으로 확대되었다. 장마가 끝난 후 2세대 시기인 7월 초순 이후에 피해가 심해진다.

## 생활환

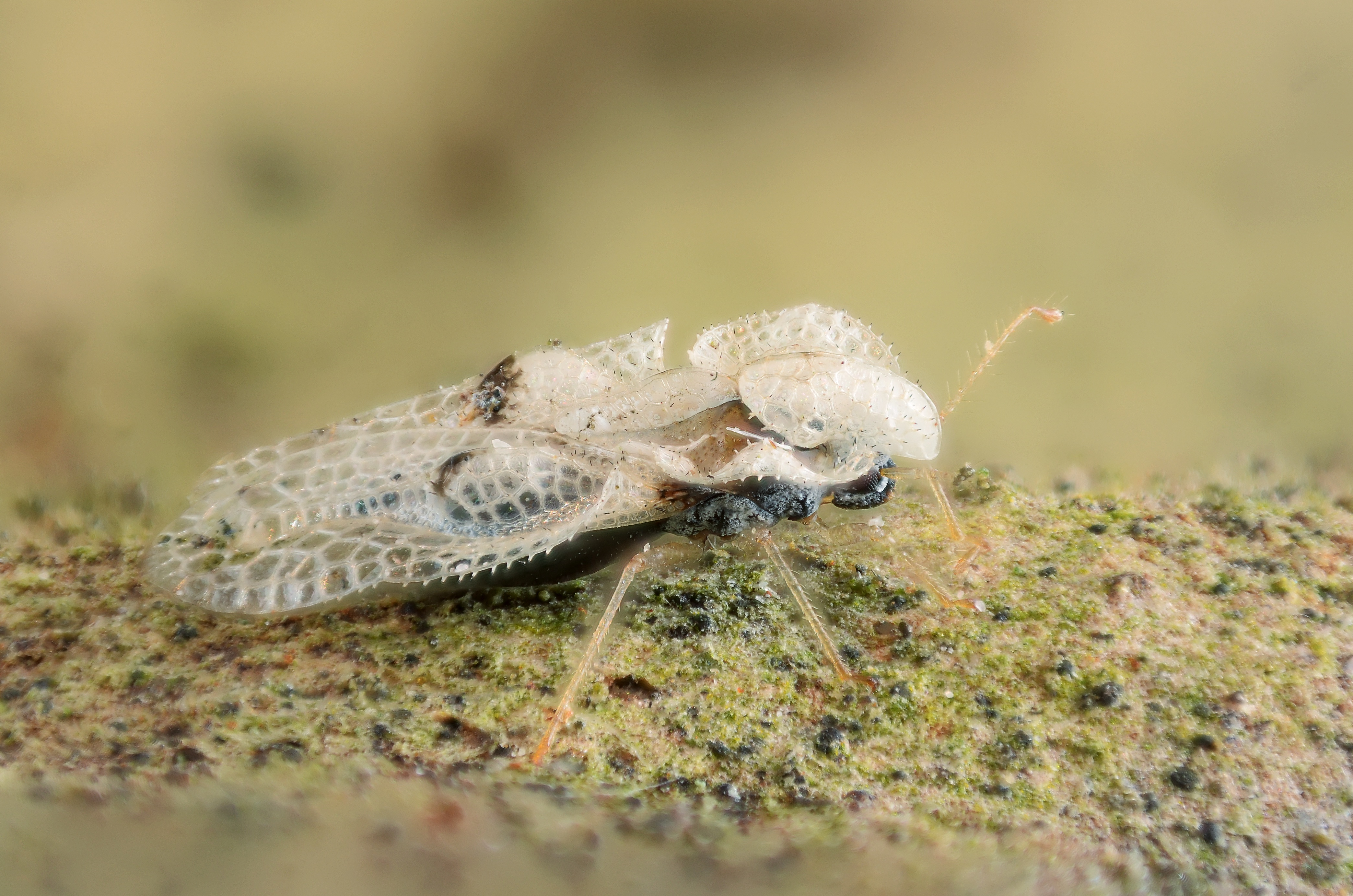
옆모습

연 3회 발생하며, 일부 지역의 경우 4회 발생하기도 한다. 곤충은 잎 뒷면에만 있으며, 말라붙은 배설물 덩어리가 거의 보이지 않고 약충의 탈피각이 잎에 달라붙어 있는 경우가 많다. 피해 잎의 앞면은 초기에 엽맥 근처에 흰색 반점이 생기며, 잎이 점차 하얘지거나 황백색이 되어 조기 낙엽될 수 있다. 월동은 보통 성충이 된 후 나무 틈새나 나무껍질 아래에서 보내게 되며, 곤충은 최소 -24°C까지 온도를 견딜 수 있다. 짝짓기 이후의 암컷은 기주목의 잎 뒷면, 특히 엽맥이 갈라지는 부분 근처에 산란한다. 산란 후 2주 뒤에 부화하며, 약충기간은 5~6주다. 부화 약충은 처음에는 서로 가까이 붙어 지내다가 4령 약충 단계에서 새로운 잎으로 이동한다. 입으로 잎의 표피에 구멍을 뚫고 수액을 빨아먹는다. 총 5단계의 영 시기가 있으며, 이후 불완전변태를 거쳐 성충이 된다.

## 참고문헌
- Malumphy, Chris; Reid, Sharon; Eyre, Dominic; Lindley-Klassen, Dani (2023년 10월 18일).  DEFRA, 편집. 《Plant Pest Factsheet: Plane Lace Bug (corythucha ciliata)》 (PDF) (영어) 2023판. 요크: UK Plant Health Information Portal (DEFRA). 2024년 9월 8일에 원본 문서 (PDF)에서 보존된 문서. 2024년 9월 8일에 확인함.
- Lindley-Klassen, Dani (2023년 7월 13일). 《Pest Alert: Plane lace bug (Corythucha ciliata)》 (PDF) (영어). 요크: UK Plant Health Information Portal (DEFRA). 2024년 9월 8일에 확인함.